# Charaxes aristogiton
Espèce
Charases aristogiton est une espèce d'insectes lépidoptères  appartenant à la famille des Nymphalidae, à la sous-famille des Charaxinae et au genre Charaxes.

## Dénomination
Charaxes aristogiton a été nommé par Cajetan Freiherr von Felder et Rudolf Felder en 1867.

### Sous-espèces
- Charaxes aristogiton aristogiton présent en Inde.
- Charaxes aristogiton peridoneus Fruhstorfer, 1914 ; présent dans toute l'Indochine[1].

### Noms vernaculaires
Charaxes  aristogiton se nomme Scarce Tawny Rajah en anglais.

## Description
Charaxes  aristogiton est un grand papillon d'une envergure de 94 à 114 mm, au dessus jaune d'or avec aux ailes antérieures une large bande marginale marron ornée d'une ligne de chevrons jaunes et aux postérieures une ligne submarginale de taches marron pupillées de blanc.
Le revers est jaune à reflets argent avec des veines foncées bien visibles.

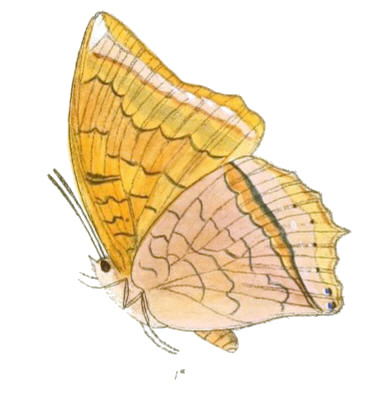
Charaxes aristogiton.

## Écologie et distribution
Il est présent en Asie du Sud-Est, en Inde et dans toute la péninsule indochinoise.

### Protection
Pas de protection : des spécimens sont vendus sur internet.